# Stadion ve Sportovní ulici

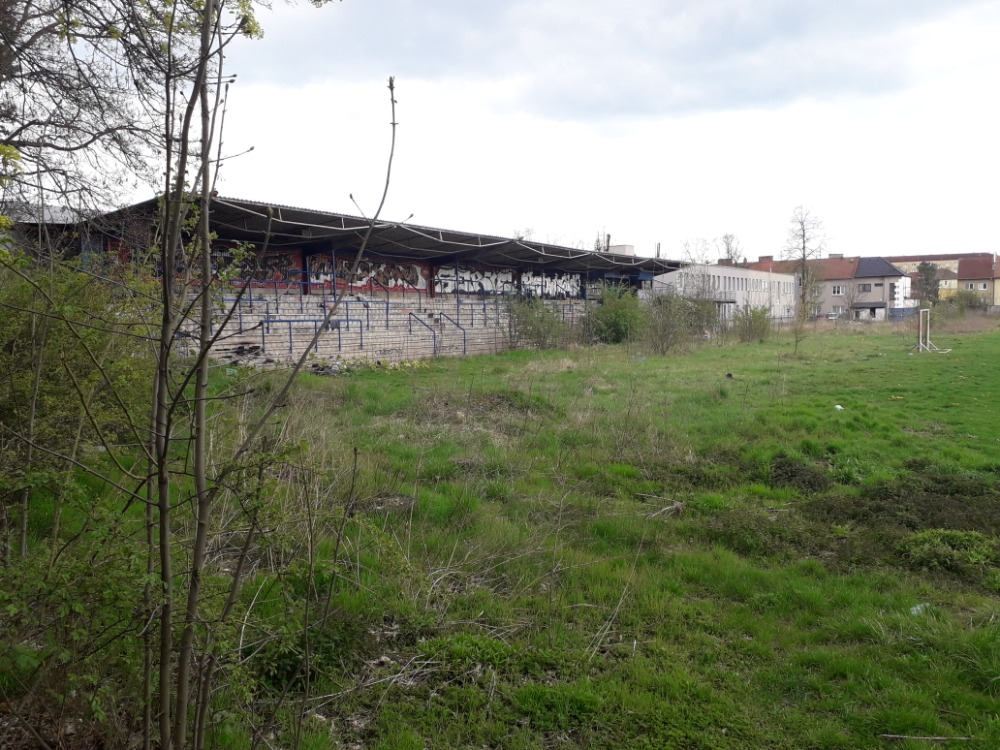
Zchátralý stadion v květnu 2021

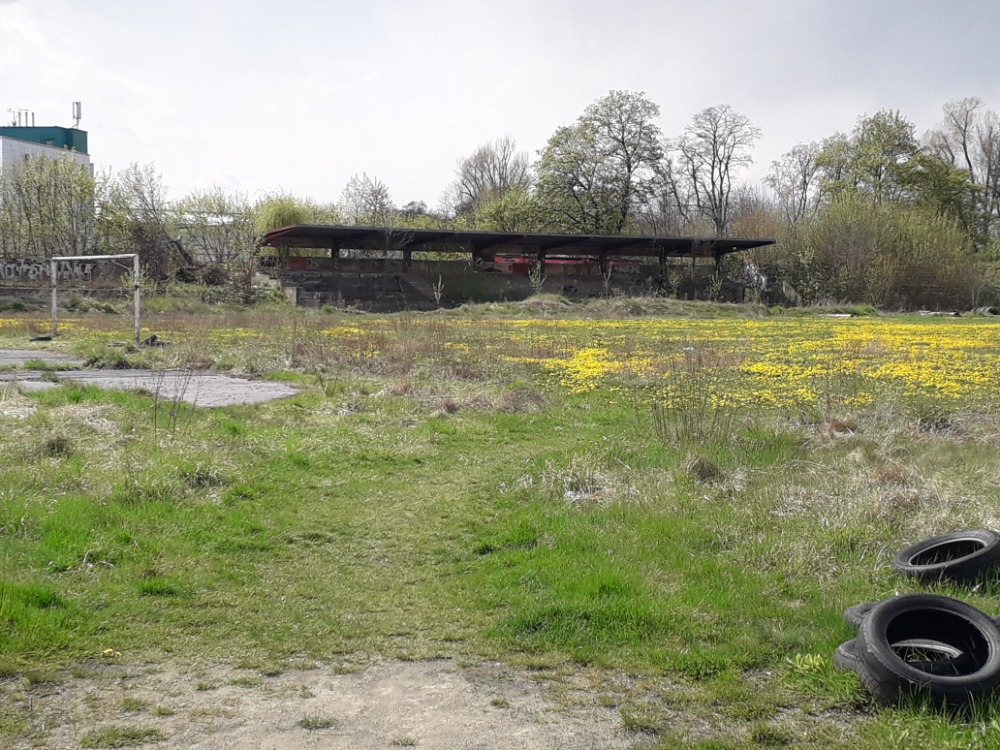
Stadion ve Sportovní ulicí, květen 2021

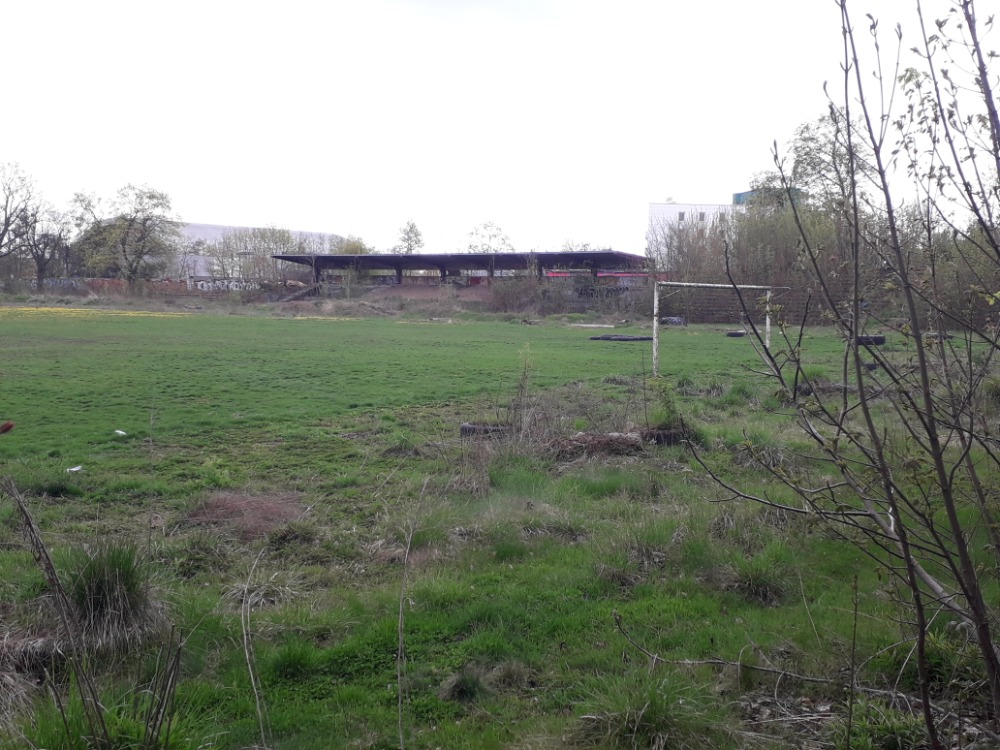
Pohled na zchátralý stadion, květen 2021

Stadion ve Sportovní ulici je fotbalový stadion, který se nachází v Prostějově v Olomouckém kraji. Stadion byl dříve primárně využívaný pro domácí zápasy klubu 1. SK Prostějov. Oficiální kapacita činila 7 500 diváků, z toho bylo zhruba 550 míst k sezení. I přesto byla tato kapacita mnohokrát překročena a na stadionu se několikrát sešla návštěva přesahující deset tisíc diváků.

## Historie
Ve 20. letech 20. století přišel oddíl SK Prostějov o své hřiště Za Kollárovou ulicí, proto se vedení klubu rozhodlo vybudovat nový stadion na pozemcích u Hloučele, ve Sportovní ulici. Stadion byl otevřen na jaře roku 1931 a prvním soupeřem byla SK Hanácká Slavia Kroměříž, která prohrála vysoko 7:0. Od té doby prošel stadion několika rekonstrukcemi a přestavbami. V 50. letech bylo vybudováno oplocení hřiště, koncem šedesátých pak došlo k výstavbě nových tribun (za dosluhující dřevěné).
Od roku 2000 se připravoval plán na potřebnou rekonstrukci a přestavbu stadionu v moderní fotbalový stánek s kapacitou 8 000 míst. Na tento projekt, ani na jeho úspornou variantu se však nenašel dostatek finančních prostředků a z tohoto důvodu musel tým Prostějova opustit po sezoně 2002/03 druhou ligu. Prostějovský klub se pak později musel přestěhovat na stadion Za Místním nádražím. Poté stadion sloužil pouze k přípravě mládežnických oddílů 1. SK Prostějov a nebyly na něm hrána žádná soutěžní utkání.
V roce 2004 byla uzavřena restaurace na stadionu, kvůli odpojení elektrického vedení v celém sportovním areálu. Poslední akce se zde konala v roce 2006 a to atletický mítink 60. ročníku Velké ceny města Prostějova. Od té doby byl stadion neudržován. Celá situace pak vygradovala v roce 2009, kdy byly odstraněny stupně ochozu od vchodu stadionu po restauraci.
Stadion je v soukromých rukou, v roce 2011 nabídl majitel areál k odprodeji městu. To ale transakci neschválilo, stejně jako pozdější směnu za jiné nemovitosti. Majitel chtěl areál v polovině 10. let 21. století též proměnit na domov důchodců. Potřebná změna územního plánu ale nebyla schválena.
Na počátku 20. let 21. století byly zdemolovány tribuny, stavby a zázemí stadionu. Prostor se vyčistil a areál majitel pronajal městu Prostějov za účelem výkonu sportovní a tělovýchovné činnosti a pořádání různých, zejména kulturních, společenských a reklamních akcí.